# Schlossbergturm
Der Schlossbergturm ist ein 33,27 Meter hoher, 2002 errichteter Aussichtsturm auf dem Schlossberg am Rande der Altstadt von Freiburg im Breisgau.

## Lage
Als Standort des Schlossbergturms wurde nicht der Gipfel des Schlossbergs gewählt, sondern ein flach abfallender Bergrücken, die Salzbüchslekuppe, die rund 500 Meter östlich der Altstadt liegt. Die Spitze des Turms befindet sich 463 Meter über dem Meeresspiegel und damit 185 Meter über der mittleren Höhe der Stadt (278 Meter).

## Geschichte

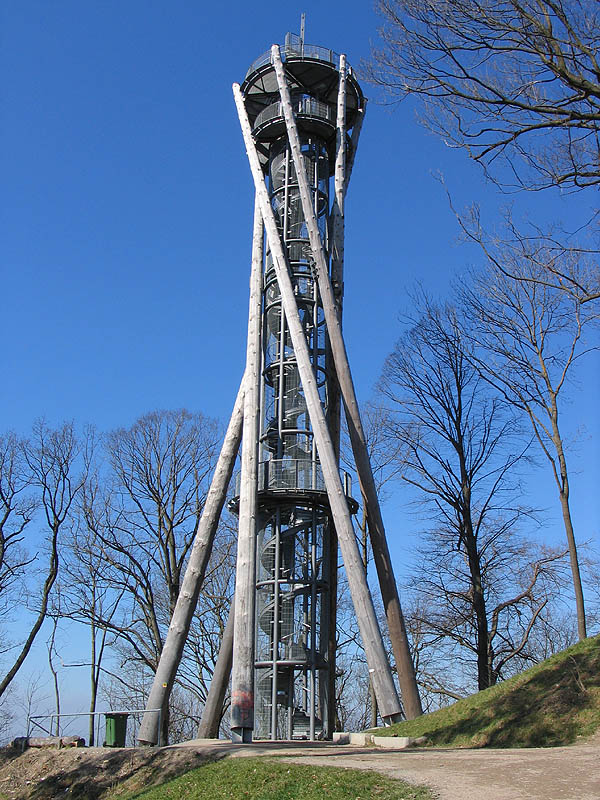
Schlossbergturm vor der Sanierung (2005)

Blick auf den Schlossbergturm von der Lorettokapelle

Die tragende Konstruktion des Turms bestand bei Fertigstellung aus langen Douglasienstämmen, die 2017 wegen Schäden am Fuß der Stämme gegen Stahlstützen ausgetauscht wurden. Der Bau ging von einer Initiative des Kuratorium Schlossberg e. V. aus und wurde im November 2002 eingeweiht. Die Baukosten von insgesamt 375.000 Euro wurden zu zwei Dritteln aus Spendengeldern finanziert, die das Kuratorium gesammelt hatte. Für jeden Spender wurde eine Plakette mit seinem Namen an die Stirnseite der Stufen montiert, so dass beim Besteigen des Turmes ihre Namen zu lesen sind.

## Beschreibung
Der Schlossbergturm hat 153 Treppenstufen und fällt durch seine ungewöhnliche Bauweise auf: Langholz-Baumstämme wurden rund um einen Treppenlauf aus Stahl aufgestellt „wie gegeneinander verdrehte Mikadostangen“. Die dafür verwendeten 34 Meter langen Douglasien aus dem Freiburger Stadtforst Ottilienwald waren etwa einhundert Jahre alt und durch Einwirkung des Orkans Lothar umgestürzt. Sie hatten ein Holzvolumen von 8 bis 10 Festmetern und wogen zusammen etwa zehn Tonnen, weshalb sie zu schwer für den ursprünglich geplanten Hubschraubertransport waren und mit einem Spezialseilkran an ihren Verwendungsort gebracht werden mussten.
Der Turm verfügt über drei Aussichtsplattformen, auf deren oberste man über eine kleine Wendeltreppe gelangt. Sie ermöglicht einen Panoramablick über die Stadt Freiburg und ihre Umgebung. Von den darunter liegenden Aussichtspunkten sieht man dagegen immer nur Teilbereiche der Stadt.

## Sanierung
Erst nach einem Pilzbefall wurden die Baumstämme 2009 chemisch behandelt, um sie vor schneller Zersetzung zu bewahren. Immer wieder gab es jedoch Schädlingsbefall, was eine zeitweise Sperrung des Turms zur Folge hatte, zuletzt im Frühjahr 2014. Vom 7. Juni 2014 bis 21. Mai 2015 war der Turm nach einer Sicherung mit Stahlseilen vorübergehend geöffnet. Im Juli 2015 wurden die maroden Holzstämme entfernt. Die Stadt hatte beschlossen, sie durch Stahlstützen zu ersetzen, der Architekt bestand jedoch auf die Verwendung von Holzstämmen. Im Juni 2016 hatte die Stadt schließlich die Sanierung unter Verwendung von Stahlstützen ausgeschrieben, deren Einbau ursprünglich bis Anfang 
Juni 2017 erfolgen sollte. Bedingt durch Verzögerungen beim Einbau der Stützen wurde der Schlossbergturm schließlich am 1. September wieder geöffnet. Die Kosten für die Sanierung betrugen 192.000 Euro, dafür rechnet die Stadt mit einer Haltbarkeit für die verzinkten Stahlpylone von einhundert Jahren. Möglicherweise will der Architekt wegen Verletzung des Urheberrechtes klagen.

## Sonstiges
Zu Silvester jedes Jahres ist der Turm aus Sicherheitsgründen gesperrt.